# Hafen von Shenzhen
Der Hafen von Shenzhen ist ein Sammelname für eine Reihe von Häfen entlang von Teilen der Küstenlinie von Shenzhen in der Volksrepublik China. 2019 stand er mit einem Containerumschlag von knapp 26 Millionen TEU auf Platz 4 der weltweit größten Containerhäfen. Zu dem Hafenkomplex gehört der Hafen von Yantian und mehrere weitere Anlagen.

## Geografie
Der Hafen von Shenzhen erstreckt sich entlang der 260 km langen Küstenlinie der Stadt Shenzhen. Er wird durch die New Territories und die Kowloon-Halbinsel von Hongkong in zwei Bereiche unterteilt: den Osthafen und den Westhafen.
Der Westhafen von Shenzhen liegt östlich von Lingdingyang im Mündungsgebiet des Perlflusses und besteht aus einem Tiefwasserhafen mit sicheren natürlichen Unterständen. Er ist etwa 37 km von Hongkong im Süden und 111 km von Guangzhou im Norden entfernt. Dadurch ist das westliche Hafengebiet mit der Perlflussregion verbunden, die Städte entlang des Flusses umfasst.
Das östliche Hafengebiet liegt nördlich der Dapeng-Bucht, wo der Hafen breit und ruhig ist und als der beste Naturhafen Südchinas gilt.

## Geschichte
Der Hafen entstand 1980 in Folge der Reform- und Öffnungspolitik als Teil der neu geschaffenen Sonderwirtschaftszone Shenzhen. Er profitierte von dem folgenden rasanten wirtschaftlichen Aufschwung des Landes und der Region und wurde zu einem der weltweit wichtigsten Containerhäfen. Shenzhen gilt als ein weltweites Zentrum der Elektronikindustrie.

## Wirtschaftliche Bedeutung
Er ist einer der verkehrsreichsten und am schnellsten wachsenden Häfen im Süden des chinesischen Festlandes. Im südlichen Perlflussdelta der Provinz Guangdong gelegen, ist er eine wirtschaftliche Brücke für den Handel Hongkongs mit dem Festland und auch einer der wichtigsten Häfen für den internationalen Handel Chinas.